# آیکو (خواننده چک)
آیکو (به انگلیسی: Aiko) با نام کامل آلنا شیرمانوا-کوستبلووا (به انگلیسی: Alena Shirmanova-Kostebelova)(زاده ۲۶ دسامبر ۱۹۹۹) خواننده و ترانه‌سرا روسی-چک است.
او نماینده جمهوری چک در یوروویژن ۲۰۲۴ بود.